# Dias de um Futuro Esquecido
Dias de um Futuro Esquecido (do original, em inglês:  Days of Future Past) é um arco de história da série de quadrinhos X-Men da Marvel Comics, publicado nas revistas Uncanny X-Men #141 e  #142 no ano de 1981. Trata-se de um futuro alternativo em que os mutantes são mantidos em campos de concentração. Kitty Pryde deste futuro, já adulta, transfere sua mente para sua versão mais jovem em 1980, para impedir um momento fatal que desencadearia a histeria anti-mutante. Essa realidade foi designada como Terra-811.
Em 2014, o arco serviu de inspiração para o filme X-Men: Dias de Um Futuro Esquecido, produzido pela 20th Century Fox.

## Concepção
John Byrne criou o enredo para Dias de um Futuro Esquecido, já que ele queria fazer uma história com os Sentinelas e seu colaborador, o roteirista Chris Claremont, não tinha interesse. Anos depois, Byrne declarou ter percebido que havia se baseado inconscientemente no enredo do episódio Day of the Daleks, da série Doctor Who. Além disso, houve vários desentendimentos entre a dupla criativa durante a criação da trama. Dias de um Futuro Esquecido acabou marcando o fim da parceria entre Claremont e Byrne, uma vez que o desenhista saiu do título após o número #143.

## Sinopse
Sina, a vidente criminosa membro da Irmandade de Mutantes, assassina o senador Robert Kelly e acaba desencadeando um sentimento anti-mutante na população. Neste universo futuro, os Sentinelas acabaram tomando posse e se tornando governadores dos Estados Unidos, e os mutantes vivem em campos de concentração presos. Os atuais X-Men são avisados do possível futuro graças a uma futura versão de sua companheira de equipe, Kitty Pryde, que transferiu sua mente para o passado e permaneceu no corpo da atual. Na Terra-811, Kitty é casada com Colossus, e ao lado de Rachel, Wolverine e Tempestade, são os únicos mutantes restantes. Ela consegue parar a Irmandade e Sina, mas apesar do seu sucesso, a  sua linha de tempo ainda existe como uma realidade alternativa, e não como o futuro real.
O enredo marcou a primeira aparição de Rachel Summers, que conseguiu vir para o passado e se salvou.

## Publicação no Brasil
A história foi publicada pela primeira vez no Brasil pela Editora Abril, na revista Superaventuras Marvel #45 e 46. A editora Panini Comics republicou o arco na revista Marvel - 40 Anos no Brasil, em 2007, e em uma edição capa dura em 2014. A história também foi compilada em uma edição dedicada aos Fabulosos X-Men, na coleção "Os Heróis Mais Poderosos da Marvel", da Editorial Salvat, juntamente com a graphic novel Deus Ama, o Homem Mata.